# Rives-d'Autise
Rives-d'Autise es una comuna nueva francesa situada en el departamento de Vandea, de la región de Países del Loira.

## Historia
Fue creada el 1 de enero de 2019, en aplicación de una resolución del prefecto de Vandea de 4 de diciembre de 2018 con la unión de las comunas de Nieul-sur-l'Autise y Oulmes, pasando a estar el ayuntamiento en la antigua comuna de Nieul-sur-l'Autise.

## Demografía
Según los datos aportados en la resolución del prefecto de Vandea, la comuna se crea con 2184 habitantes.

## Composición
| Comuna fusionada   | Código INSEE | Población (2016) | Superficie (km²) | Densidad (hab./km²) |
| ------------------ | ------------ | ---------------- | ---------------- | ------------------- |
| Nieul-sur-l'Autise | 85162        | 1294             | 22.74            | 57                  |
| Oulmes             | 85168        | 832              | 9.29             | 90                  |